# Tamas Arkadjewitsch Topurija
Tamas Arkadjewitsch Topurija (russisch Тамаз Аркадьевич Топурия; * 29. Januar 2002) ist ein russischer Fußballspieler.

## Karriere
Topurija begann seine Karriere beim FK Rostow. Im Juni 2020 debütierte er für die Profis in der Premjer-Liga, als er am 23. Spieltag der Saison 2019/20 gegen den FK Sotschi in der Startelf stand. In jenem Spiel lief eine reine Jugendmannschaft der Rostower auf, nachdem die Profis aufgrund von COVID-Fällen unter Quarantäne gestellt worden waren. Rostow verlor die Partie mit 10:1. Topurija wurde in der 60. Minute durch Iwan Komarow ersetzt.